# Орловский сельский совет (Приморский район)
Орловский сельский совет (укр. Орлівська сільська рада) — входит в состав
Приморского района
Запорожской области
Украины.
Административный центр сельского совета находится в 
с. Орловка.

## История
- 1861 — дата образования.

## Населённые пункты совета
- с. Орловка
- с. Райновка